# Umowa zgierska
Umowa zgierska – umowa podpisana w dniu 30 marca 1821 roku pomiędzy: Viertelem – kupcem i fabrykantem z Rogóźna, Sängerem – farbiarzem z Chodzieży, Teske – farbiarzem z Szamocin jako przedstawicielami sukienników oraz komisarzem wojewódzkim Wydziału Administracyjnego Komisji Województwa Mazowieckiego Klemensem Witkowskim. Głównym pomysłodawcą umowy był Rajmund Lubicz-Rembieliński.
Stanowiła ona zasady – prawa i obowiązki – osiedlania się na terenie miasta Zgierza 300 zagranicznych sukienników. Praktyka działań wobec przybywających była taka, że każdy z przybyłych wypełniał protokół deklaracyjny, w którym zobowiązywał się ostatecznie osiąść w mieście i utrzymywać w ciągłym ruchu „fabrykę” – warsztaty sukiennicze – i na wybranym placu w osadzie wybudować dom drewniany na podmurowaniu, kryty dachówką.
Dla większej zachęty w osiedlaniu się, głównie Niemców, umowa obejmowała także utworzenie parafii ewangelickiej: 
pkt 32 umowy: „Na kościół ewangelicki w nowej osadzie, równie jak na osadę dla pastora, wyznaczonym zostanie potrzebny grunt i drzewo na pierwsze wystawienie budowli bezpłatnie udzielone będzie”,
a także ograniczenia dla, już wówczas osiadłej w Zgierzu, społeczności żydowskiej:
pkt 38 umowy: „żaden Żyd nie będzie miał prawa mieszkać ani posiadać majątku w nowej kolonii”,
pkt 39 umowy: „w przyszłości żaden Żyd w mieście nie uzyska pozwolenia na zarabianie na życie wyszynkiem. Tylko ci Żydzi, którzy już w ten sposób zarabiają, otrzymają przedłużenie pozwolenia. Żadne nowe koncesje nie będą przyznawane”.
Umowa służyła później za wzór dla innych miast i osad rządowych przy formułowaniu warunków osadnictwa w Królestwie Polskim.